# 純粹海花介
純粹海花介（学名：Pontocythere mera）为荊花介科海花介屬下的一个种。